# Agneta Pleijel
Agneta Pleijel (n. Estocolmo, Suécia, 1940) é uma  escritora, dramaturga, poetisa, jornalista, crítica e professora universitária sueca, licenciada em história da literatura.
A sua obra abarca drama, poesia e prosa, tendo frequentemente um caráter introverso.